# Drosophila leticiae
Drosophila leticiae este o specie de muște din genul Drosophila, familia Drosophilidae, descrisă de Pipkin în anul 1967.
Este endemică în Columbia. Conform Catalogue of Life specia Drosophila leticiae nu are subspecii cunoscute.